# موتور خدارحم شه بخش
موتور خدارحم شه بخش یک منطقهٔ مسکونی در ایران است که در دهستان بزمان واقع شده‌است.